# 小叶买麻藤
小叶买麻藤（学名：Gnetum parvifolium）为买麻藤科买麻藤属下的一个种。

## 分佈
小葉買麻藤分佈於中國南方，廣東、廣西、海南等地以及在老撾，越南亦有分佈。

## 扩展阅读
- 維基物種上的相關：小叶买麻藤

## 外部連結
- 買麻藤 Mai Ma Teng （页面存档备份，存于） 中藥標本數據庫 (香港浸會大學中醫藥學院) （繁體中文）（英文）